# Artyleria konna

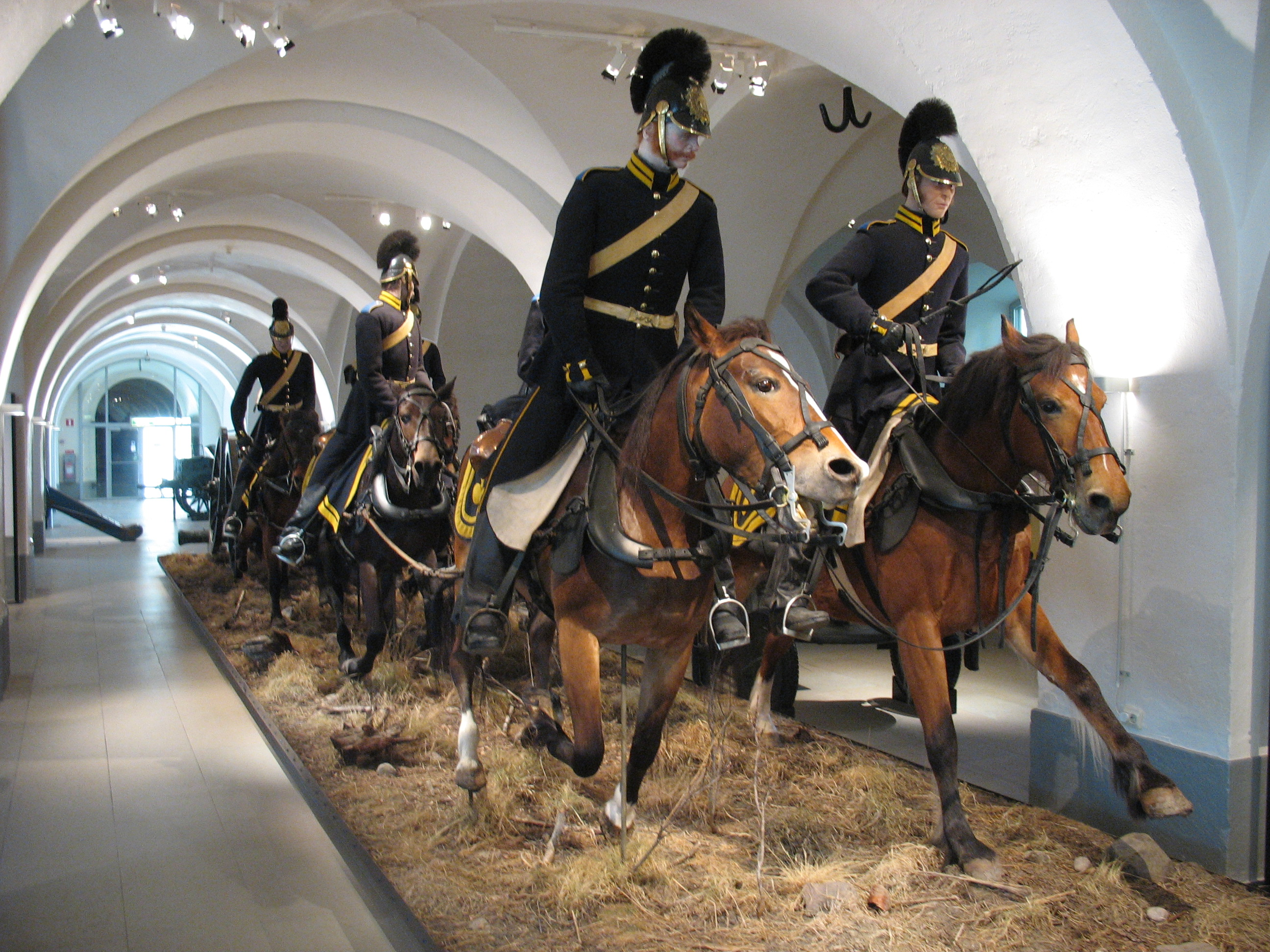
Model grupy szwedzkiej artylerii konnej z 1850 w pełnym galopie w Muzeum Armii w Sztokholmie

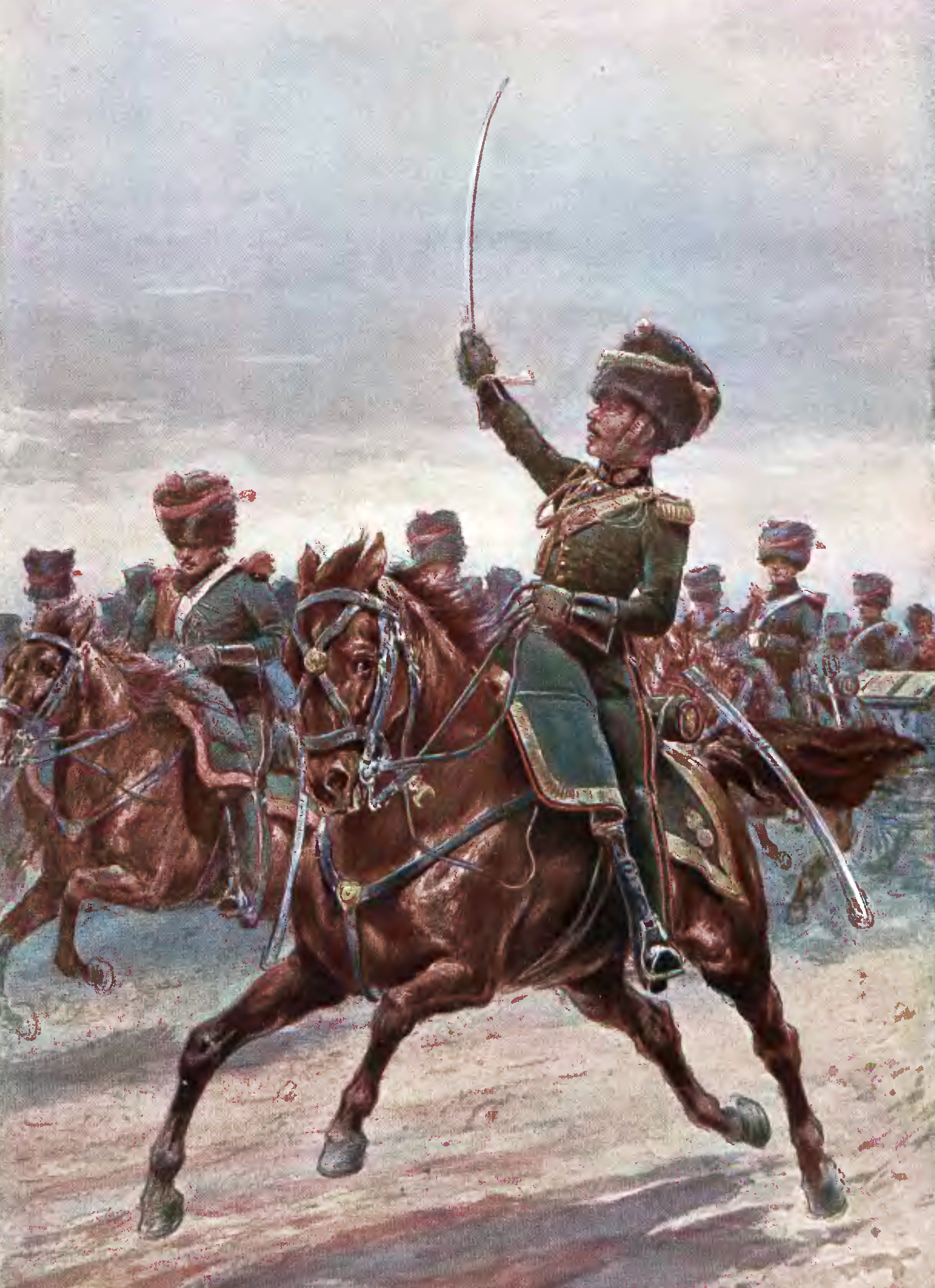
Artylerzyści konni Księstwa Warszawskiego

Artyleria konna – artyleria będąca organicznym składnikiem oddziałów i związków kawalerii, wyposażona w lekkie armaty oraz moździerze dostosowane do zaprzęgu konnego. Cała obsługa artylerii konnej jeździła konno.

## Historia
Artyleria konna służyła do wsparcia w walce kawalerii, a cechował ją manewrowy charakter działań. Specyfiką działań było stosowanie tzw. szarż artyleryjskich, które polegały na podjeżdżaniu w pełnym galopie pod pozycje wroga, odprzodkowaniu i rozpoczęciu ognia, wykorzystując zaskoczenie, jakie dawało jej niespodziewane pojawienie się. Artyleria konna okazała się niezwykle przydatna jako artyleria rezerwowa, mogąca szybko się pojawić w zagrożonym punkcie pola walki, czy też tam, gdzie było potrzebne wsparcie dodatkowym ogniem.
W Polsce szarżami artyleryjskimi wsławił się Józef Bem, a najświetniejsza miała miejsce w 1831 w bitwie pod Ostrołęką.
W 1918 roku pierwsze oddziały artylerii konnej powstawały z inicjatywy gen. Tadeusza Jordan Rozwadowskiego i gen. Józefa Dowbor Muśnickiego
3 sierpnia 1952 roku w Londynie obchodzono uroczyście Święto Artylerii Konnej. Data Święta została wybrana przez artylerzystów konnych. Jest nią rocznica dekoracji w dniu 3 sierpnia 1921 roku w Górze Kalwarii przez Naczelnego Wodza, marszałka Polski Józefa Piłsudskiego 133 oficerów i szeregowych artylerii konnej Orderem Virtuti Militari. Uroczystości obchodu święta zaszczycił Prezydent RP August Zaleski. Obchody święta zbiegły się z pięcioleciem powstania Związku Artylerzystów Konnych na Obczyźnie oraz 35 leciem nieprzerwanej służby w artylerii konnej najstarszego żołnierza tej broni i prezesa Związku płk. Leona Dunin-Wolskiego. W obchodach święta uczestniczył między innymi gen. dyw. Stanisław Kopański – „najstarszy stopniem konny artylerzysta”, który w swoim wystąpieniu „podkreślił zasługi płk. Dunin-Wolskiego dla artylerii konnej w odrodzonej Polsce i pielęgnowania jej tradycji na obczyźnie”.